# Korbinian Brodmann
Korbinian Brodmann, född 17 november 1868 i Liggersdorf, död 22 augusti 1918 (blodförgiftning) i München, var en tysk läkare.
Brodmann studerade vid universiteten i München, Würzburg, Berlin och Freiburg im Breisgau och blev 1896 assistent vid en nervkuranstalt i Alexanderbad i Fichtelgebirge. Där sammanträffade han med Oskar Vogt, vilket ledde honom in på det neurologiska forskningsområde inom vilket han kom att bli berömd, nämligen storhjärnans bark. År 1901 anställdes Brodmann som assistent vid det av Vogt grundlagda Neurobiologisches Institut i Berlin, 1910 övergick han till Gaupps psykiatriska klinik i Tübingen, 1916 blev han prosektor vid en sinnessjukanstalt utanför Halle an der Saale och 1918 avdelningschef för den nyinrättade forskningsanstalten för psykiatri i München.
De hjärnanatomiska undersökningar, som banat väg för Brodmanns berömmelse, påbörjades på Vogts laboratorium och utgjorde i själva verket ett led i de systematiska studier över hjärnbarkens histologi och fysiologi, som planlagts och genomförts av Vogt, dennes hustru Cecile Vogt, Bielschowski, Brodmann och flera andra forskare. Genom Brodmanns undersökningar erhöll man ingående kännedom om en mängd skilda barkzoners cellulära sammansättning. I detta avseende kartlade Brodmann, kan man säga, den mänskliga och vida mer än varje annan forskare även en stor mängd skilda däggdjursformers hela hjärnbarkyta och ådagalade härvid på flera ställen dessa skilda barkområdens topiska identitet med vissa bestämda fysiologiska uppgifter.
Efter Brodmanns död fullföljdes denna utomordentligt viktiga forskning av Vogt själv och hans hustru, varvid man bevisade den skarpa, linjära gränsen mellan de skilda fysiologiska och därvid även de tektoniska barkfälten. Makarna Vogt påvisade sedan över 200 dylika skilda territorier inom den mänskliga hjärnbarkens område.